# Ranger 9
Ranger 9 war eine Raumsonde der US-amerikanischen Raumfahrtagentur NASA. Sie war die neunte und letzte Sonde im Rahmen des Ranger-Programms zur Erforschung des Mondes. Sie war wie Ranger 6 bis Ranger 8 im sogenannten Block-III-Design gebaut und wog 367 Kilogramm. Wie die vorhergehenden Missionen sollte sie in den letzten Minuten vor dem Aufschlag Bilder der Mondoberfläche machen und zur Erde übermitteln.

## Mission
Ranger 9 startete am 21. März 1965 an Bord einer Atlas-Agena-B-Rakete von der Startrampe LC-12 der Cape Canaveral Air Force Station. Nach Erreichen der Parkbahn in 185 Kilometern Höhe erfolgte eine neunzigsekündige Zündung der Agena-Oberstufe, die Ranger 9 auf eine Flugbahn zum Mond brachte. Siebzig Minuten nach dem Start entfaltete sie ihre Solarpaneele. Am 23. März 1965 erfolgte eine 31-sekündige Zündung der Korrekturtriebwerke. Am 24. März 1965 erreichte die Sonde den Mond. Das erste Bild wurde aus einer Höhe von 2363 Kilometern um 13:49 Uhr UT aufgenommen. Das letzte Bild hatte eine Auflösung von 0,3 Metern und war damit das höchstauflösende Bild der Ranger-Missionen. Nach 64 Stunden Missionsdauer schlug die Sonde mit ca. 2,67 km/s im Krater Alphonsus ein.
Die Mission wurde als Erfolg gewertet.

## Video
Die letzten Bilder der Sonde wurden live im amerikanischen Fernsehen übertragen: 